# Shawne Williams
Shawne Brian Williams (* 16. Februar 1986 in Memphis, Tennessee) ist ein US-amerikanischer
Basketballspieler, der von 2006 bis 2015 in der am höchsten dotierten Profiliga NBA spielte. Der 206 cm große Williams spielt üblicherweise auf der Position des Small Forwards. Zuletzt spielte Williams für die Detroit Pistons.

## Karriere

### College
Williams spielte seit 2005 für die University of Memphis. In seiner ersten Saison (2005/06) erreichte er in 36 Spielen, von denen er 34 von Beginn an spielte, durchschnittlich 13,2 Punkte, 6,2 Rebounds und 1,4 Steals pro Spiel. Somit war er der beste Freshman in der Conference USA im Punkten und Rebounden.

### NBA
Im NBA-Draft 2006 wurde Williams an 17. Stelle von den Indiana Pacers gewählt.
In seiner ersten NBA-Saison erreichte er die höchste Feldtrefferquote seiner Karriere von 46,9 % und erzielte 3,9 Punkte pro Spiel bei durchschnittlich 12,1 gespielten Minuten.

Am 10. Oktober 2008 wurde Williams für Eddie Jones, 2 Second Round Draft Picks und einer Geldsumme zu den Dallas Mavericks getradet.

Am 11. Januar 2010 tradete Dallas Williams und Kris Humphries für Eduardo Nájera zu den New Jersey Nets, jedoch wurde Williams nur 4 Tage nach dem Trade entlassen und spielte kein Spiel für die Nets.

Bei den New York Knicks unterzeichnete Williams am 23. September 2010 einen 1-Jahres-Vertrag.
Am 15. Dezember wechselte Williams zu den New Jersey Nets, von denen er am 15. März 2012, gemeinsam mit Mehmet Okur und einen künftigen Draftpick, zu den Portland Trail Blazers für Gerald Wallace getauscht wurde. Sein Vertrag wurde von den Trail Blazers im Juli 2012 aufgelöst, nachdem Williams bei den Blazers ohne Einsatz blieb und ausbezahlt wurde.
In der folgenden Saison spielte Williams Anfang 2013 in der zweitrangigen NBL Chinas für die Liu Sui aus Guangzhou. Für die NBA 2013/14 bekam er dann jedoch erneut einen Vertrag in der NBA bei den Lakers aus Los Angeles, die den Veteranen im Januar 2014 an ihr Farmteam D-Fenders in der NBA Development League abgaben. Einen Monat später erhielt Williams noch einmal einen Kurzzeitvertrag bei den Lakers. Für die NBA 2014/15 bekam Williams einen längerfristig angelegten Vertrag beim bisherigen Vizemeister Miami Heat. Aus diesem wurde er Anfang 2015 allerdings entlassen um schließlich im Februar von den Detroit Pistons unter Vertrag genommen zu werden.
Am 11. Juni 2015 wurde Shawne Williams zusammen mit seinem Teamkollegen Caron Butler gegen Ersan İlyasova zu den Milwaukee Bucks getradet, kurz darauf aber aus seinem Vertrag entlassen.

## Persönliches
Am 11. September 2007 wurde Williams in Indianapolis wegen des Besitzes von Marihuana verhaftet. Außerdem wurden 2 weitere Beifahrer verhaftet, unter anderem wegen Besitzes von Drogen und einer gestohlenen Handfeuerwaffe. Er wurde von den Pacers für 3 Spiele gesperrt.

Im Januar 2010 wurde Williams in Memphis festgenommen, da er verdächtigt wurde, codeinhaltige Flüssigkeiten verkauft zu haben. Im April wurde er dann, wegen Drogenbesitzes, schuldig gesprochen. Er wurde zu 6 Monaten Gefängnis auf Bewährung verurteilt, des Weiteren musste er sich regelmäßigen Drogentests unterziehen, an einer Drogenhilfeschule teilnehmen und 10.000 Dollar an den Shelby County Drug Treatment Court spenden.